# هيرمينه براونشتاينر
هيرمينه براونستاينر ريان (16 يوليو 1919 - 19 أبريل 1999)حارسة مخيم الإناث في رافنسبروك ومعسكرات الاعتقال مايدانيك، وأول مجرم الحرب النازي الذي يتم تسليمه إلى الولايات المتحدة،   لمواجهة المحاكمة في ألمانيا. كانت براونشتاينر معروفة لسجناء معسكر اعتقال مايدانيك باسم "Stomping Mare" وقيل إنها قامت بجلد النساء حتى الموت، ورمي الأطفال بشعرهم على شاحنات نقلتهم إلى غرف الغاز، وشنق السجينات الشابات وأحد كبار السن حتى الموت بحذائها.   
حكمت عليها محكمة مقاطعة دوسلدورف بالسجن مدى الحياة في 30 أبريل 1981  ولكن تم الإفراج عنها لأسباب صحية في عام 1996 قبل وفاتها بثلاث سنوات.

## الحياة

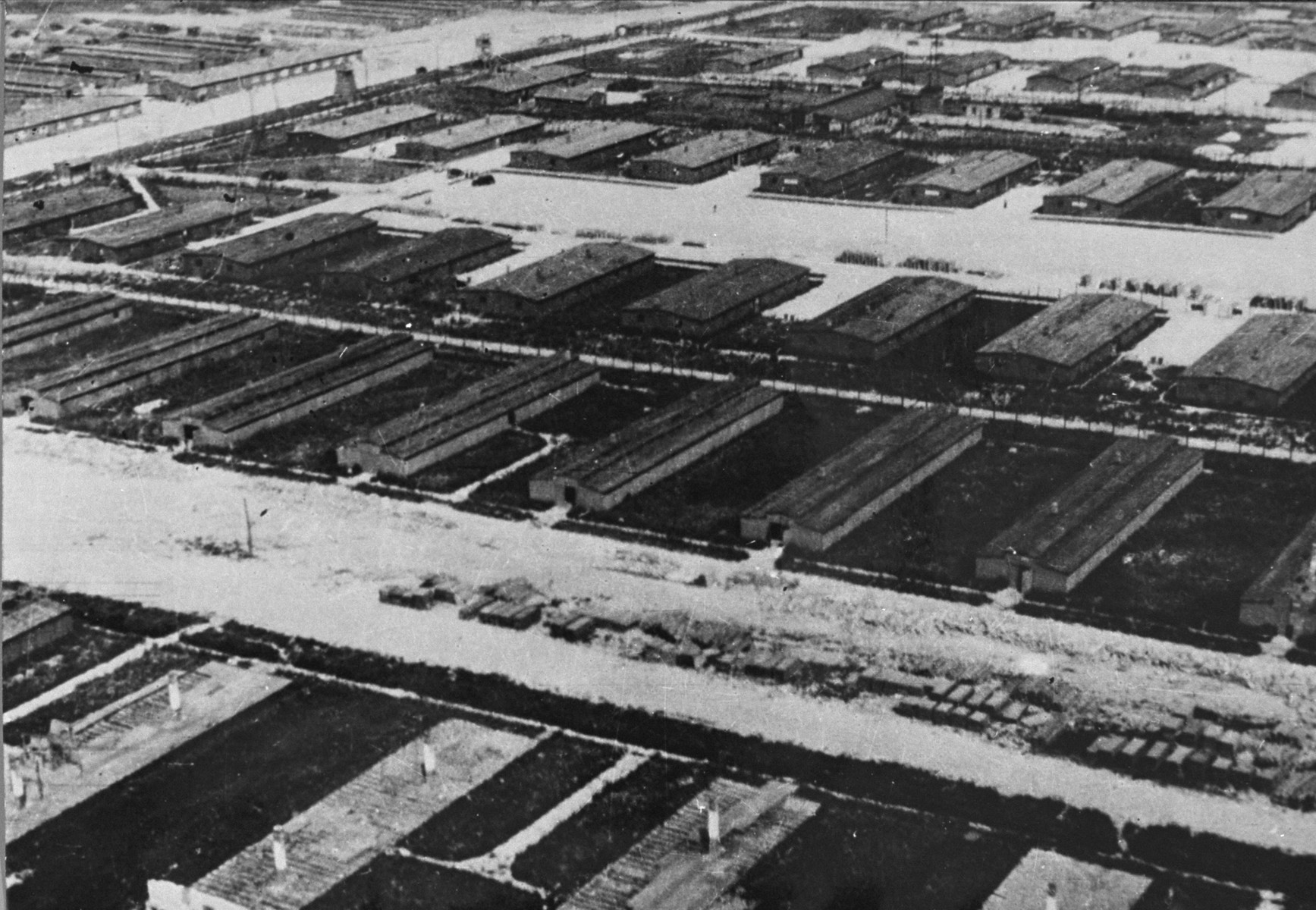
مجدانيك

ولدت براونستاينر في فيينا، وهي أصغر طفل في عائلة من الطبقة العاملة الكاثوليكية الرومانية. كان والدها، فريدريش براونشتاينر، سائقًا لمصنع جعة و/ أو جزارًا. افتقرت هيرمينه إلى الوسائل اللازمة لتحقيق طموحها في أن تصبح ممرضة، وعملت كخادمة. من عام 1937 إلى عام 1938، عملت في إنجلترا في منزل مهندس أمريكي.    
في عام 1938، أصبحت برونشتاينر مواطنة ألمانية بعد آنشلوس. عادت إلى فيينا من إنجلترا وفي نفس العام انتقلت إلى ألمانيا للعمل في طائرات هاينكل في برلين.  